# 头花银背藤
头花银背藤（学名：Argyreia capitata）是旋花科银背藤属的植物。分布于缅甸、印度尼西亚、柬埔寨、印度、老挝、马来半岛、越南、泰国以及中国大陆的海南、贵州、广西、云南、广东等地，生长于海拔125米至2,200米的地区，多生在沟谷密林、疏林及灌丛中，目前尚未由人工引种栽培。

## 别名
硬毛白鹤藤（海南植物志） 毛藤花（海南）

## 异名
- Argyreia capitata (Vahl) Arn. ex Choisy